# Крејг Мазин
Крејг Мазин (енгл. Craig Mazin; Бруклин, 8. април 1971) амерички је сценариста и редитељ. Аутор је мини-серије Чернобиљ, насталој по истоименој нуклеарној катастрофи. Добитник је две награде Еми за програм у ударном термину. Такође је познат по раду на филмским пародијама, нарочито Мрак филм 3, Мрак филм 4 и Филм о суперхеројима. Године 2023. био је један од аутора серије The Last Of Us, која се темељи на истоименој видео-игри.

## Биографија
Рођен је у Бруклину у породици Ашкеназа. Одрастао је на Статен Ајланду. Преселио се у Њу Џерзи када је био тинејџер, а тамо је похађао средњу школу Фрихолд која га је сврстала у своју Кућу славних 2010. године. 
Године 1992. дипломирао је психологију на Универзитету Принстон. Његов цимер из прве године на Принстону био је Тед Круз, сада млађи амерички сенатор из Тексаса и бивши републикански кандидат за председничке изборе 2016. године. Отворено је критиковао Круза на личном нивоу и често га омаловажава на твитеру, називајући га „великим сероњом”.
Ожењен је и има двоје деце. Подржао је демократску кандидаткињу Хилари Клинтон уочи председничких избора 2016. године.

## Филмографија

### Филм
| Година | Српски назив           | Изворни назив | Редитељ | Сценариста | Продуцент   |
| ------ | ---------------------- | ------------- | ------- | ---------- | ----------- |
| 1997.  | Човек-ракета           |               | Не      | Да         | Не          |
| 1998.  | Трула чула             |               | Не      | Да         | Не          |
| 2000.  | Специјалци             |               | Да      | Не         | Копродуцент |
| 2003.  | Мрак филм 3            |               | Не      | Да         | Не          |
| 2006.  | Мрак филм 4            |               | Не      | Да         | Да          |
| 2008.  | Филм о суперхеројима   |               | Да      | Да         | Да          |
| 2011.  | Мамурлук у Бангкоку    |               | Не      | Да         | Не          |
| 2013.  | Мамурлук у Бангкоку    |               | Не      | Да         | Не          |
| 2013.  | Мамурлук 3             |               | Не      | Да         | Не          |
| 2016.  | Ловац и ледена краљица |               | Не      | Да         | Не          |

### Телевизија
| Година     | Српски назив | Изворни назив | Сценариста | Аутор | Извршни продуцент |
| ---------- | ------------ | ------------- | ---------- | ----- | ----------------- |
| 2019.      | Чернобиљ     |               | Да         | Да    | Да                |
| 2020—данас |              |               | Да         | Не    | Не                |
| 2023.      |              |               | Да         | Да    | Да                |